# Zameško
Zameško este o localitate din comuna Šentjernej, Slovenia, cu o populație de 105 locuitori.